# David Adiele
David Adiele (5 febbraio 1955) è un ex calciatore nigeriano, di ruolo difensore.

## Carriera
Vinse la Coppa d'Africa con la Nazionale nigeriana nel 1980.

## Palmarès

### Nazionale
- Coppa d'Africa: 1

Nigeria 1980